# 今泉正隆
今泉 正隆（いまいずみ まさたか、1926年〈大正15年〉3月3日 - 2022年〈令和4年〉5月17日）は、日本の警察官僚。第72代警視総監。位階勲等は正四位勲二等。

## 経歴
佐賀県出身。佐賀高等学校を卒業。1947年12月、高等試験行政科試験に合格。1948年3月、東京大学法学部を卒業。内務省に入省し総理庁内事局に配属された。
以後、国家地方警察高知県本部警備部長、同警務部長、保安庁人事局人事課勤務、福岡県警察本部警備部外事課長、警視庁警備部警備課長、同警務部人事課長、高知県警察本部長、防衛庁防衛局第一課長、同防衛課長、警察庁警備局公安第一課長、同警務局人事課長、警視庁刑事部長、防衛庁人事教育局長、警視庁警務部長、同副総監、警察庁警務局長などを歴任。1980年2月、警視総監に就任し1982年5月まで在任した。
退官後、自動車安全運転センター理事長、三和銀行常勤顧問、全日本交通安全協会理事長、全国警友会連合会会長、警察協会会長、警察育英会理事長などを歴任。
2022年（令和4年）5月17日午後6時22分に死去。満96歳没。死没日付で叙正四位。